# Veronica Mars (Film)
Veronica Mars ist ein US-amerikanischer Spielfilm aus dem Jahr 2014. Er beruht auf der gleichnamigen Fernsehserie aus den Jahren 2004 bis 2007. Regie führte Rob Thomas, der auch das Drehbuch schrieb und den Film mitproduzierte. Die titelgebende Hauptfigur wird erneut von Kristen Bell gespielt. Die Premiere fand am 8. März 2014 auf dem Festival South by Southwest statt und lief ab dem 14. März 2014 in den amerikanischen Kinos. In Deutschland lief der Film bereits am 13. März 2014 an.

## Handlung
Neun Jahre sind vergangen, seit die ehemalige Teenager-Detektivin Veronica Mars ihre Heimatstadt Neptune, Kalifornien, verlassen hat und nach New York City gezogen ist. Dort führt sie mit ihrem Freund Stosh „Piz“ Piznarski ein normales Leben und ist kurz davor, einen Job bei der renommierten Anwaltskanzlei Truman-Mann unter der Führung von Gayle Buckley zu bekommen. Kurz darauf erhält sie einen Anruf von ihrem Ex-Freund Logan Echolls, der nun bei der Marine ist und sie um Hilfe bittet. Logan wird des Mordes an seiner Freundin Carrie Bishop, ehemalige Neptune-High-School-Schülerin und Popstar unter dem Künstlernamen Bonnie DeVille, beschuldigt. Veronica glaubt an seine Unschuld und kehrt nach Neptune zurück, um Logan dabei zu helfen, die richtigen Anwälte zu finden. Außerdem trifft sie ihren Vater Keith Mars, ehemaliger Sheriff und jetzt Privatdetektiv in Neptune, wieder, der ihr zeigt, dass die Stadt von Korruption heimgesucht wurde.
Obwohl Veronica nur kurz in Neptune verweilen wollte und sie den Job in der Anwaltskanzlei bekommen hat, beginnt sie im Mordfall Carrie Bishop zu ermitteln. Ihre Spur führt sie zum zehnjährigen Klassentreffen ihres Jahrgangs. Dort trifft sie ihre alten Freunde Wallace Fennell und Cindy „Mac“ MacKenzie sowie den ehemaligen Biker Eli „Weevil“ Navarro, der jetzt Familienvater ist. Während der Veranstaltung realisiert Veronica, dass der Mord an Carrie mit Ereignissen von vor neun Jahren zu tun hat. Damals war Carrie mit ihrer Freundin Susan Knight sowie Dick Casablancas, Luke Haldeman und seiner Verlobten Gia Goodman und Stu „Cobb“ Schuster auf einem Boot, von dem Susan spurlos verschwand. Nachdem Veronicas Feindin Madison Sinclair eine Kopie von ihrem College-Sex-Tape mit Piz abspielt, bricht ein Kampf aus und das Wiedersehen kommt zu einem abrupten Ende. Daraufhin besucht Veronica eine After-Party und spricht mit Dick, Luke, Gia und Stu über die Ereignisse auf dem Boot. In der Zwischenzeit fährt Weevil nach Hause und sieht, wie eine Bikergruppe Celeste Kane angreift. Als er ihr zu Hilfe eilen will, wird er von ihr angeschossen. Später wird er wegen Waffenbesitzes verhaftet. Keith beschließt daraufhin, die Korruption in der Stadt zu beenden.
Veronica kommt zu dem Entschluss, dass Carrie umgebracht wurde, damit sie über das Verschwinden von Susan nichts sagen konnte. Als kompromittierende Videos von Carrie im Internet auftauchen, führt ihre Spur zu Vinnie Van Lowe. Dieser hat alle Tablet-PC, die die Stars wie Carrie bei den MTV-Music-Awards geschenkt bekommen haben, mit einer Spyware versehen. Dadurch kommt Veronica auf die Spur von Gia und Luke, die Logan in der Nacht von Carries Tod an den Tatort gelockt haben. Mit den Beweisen gehen Veronica und Logan zu Sheriff Dan Lamb, der die Indizien ignoriert und Logan weiterhin als Täter präsentiert. Der Sheriff ahnt nicht, dass Veronica das Gespräch aufnimmt. Später ruft sie ihren Freund Piz an, um ihm zu erklären, dass sie länger in Neptune bleiben muss. Piz ist enttäuscht und beendet die Beziehung mit ihr. Außerdem wird ihr der Job bei Truman-Mann entzogen, weshalb es zum Streit zwischen ihr und Keith kommt. Nach dem Gespräch mit seiner Tochter hat Keith ein heimliches Treffen mit Deputy Jerry Sacks, der bereit ist gegen die korrupten Polizisten auszusagen. Die beiden werden jedoch von einem Auto angefahren. Keith wird schwer verletzt, während Sacks stirbt. Nach diesen Ereignissen kommen sich Veronica und Logan wieder näher und die beiden schlafen miteinander.
Am nächsten Tag machen sich die beiden daran, Gia und Luke zu überführen. Veronica schickt Gia Blumen mit einem Abhörgerät drin. Außerdem ruft sie Gia mit Carries Stimme an. Gia gerät in Panik und ruft ihren Komplizen an. Dieser ist nicht Luke, sondern Cobb. Veronica stattet daraufhin Gia einen Besuch ab und stellt diese zur Rede. Gia gesteht, dass Susan an einer Überdosis Drogen starb und sie, Carrie und Luke die Leiche über Bord geworfen haben. Dabei wurden sie von Cobb fotografiert und daraufhin mit den Bildern erpresst. Carrie konnte damit nicht mehr leben und wollte alles gestehen. Mit Gias Hilfe konnte Cobb in Carries Wohnung, brachte sie um und schlug Logan nieder, damit der Verdacht auf ihn fiel. Da Veronica ein altes Abhörgerät benutzt, welches über die gleiche Frequenz wie ein lokaler Radiosender läuft, hört Cobb alles aus der Wohnung gegenüber von Gia mit. Er erschießt Gia durch das Fenster und versucht auch Veronica zu töten. Diese ruft die Polizei und schafft es Cobb mit einem Golfschläger niederzuschlagen.
Nach der Aufklärung des Mordes kehrt Logan in den aktiven Dienst der Marine zurück, verspricht aber zu Veronica zurückzukehren. Sheriff Lamb wird nach der Veröffentlichung des Mitschnittes öffentlich kritisiert und muss Cobb verhaften. Keith erholt sich langsam und Veronica beschließt in Neptune zu bleiben, um den Kampf gegen die Korruption in der Stadt aufzunehmen.

## Besetzung und Synchronisation
Die deutsche Synchronisation fertigte die Synchronfirma FFS Film- & Fernseh-Synchron in München unter der Dialogregie von Dominik Auer an.
| Rolle            | Darsteller       | Deutsche Sprecher  |
| ---------------- | ---------------- | ------------------ |
| Veronica Mars    | Kristen Bell     | Manja Doering      |
| Logan Echolls    | Jason Dohring    | Gerrit Schmidt-Foß |
| Keith Mars       | Enrico Colantoni | Detlef Bierstedt   |
| Wallace Fennel   | Percy Daggs III  | David Turba        |
| Cindy Mackenzie  | Tina Majorino    | Andrea Wick        |
| Dick Casablancas | Ryan Hansen      | Kim Hasper         |
| Eli Navarro      | Francis Capra    | Michael Deffert    |
| Stosh Piznarski  | Chris Lowell     | Wanja Gerick       |
| Gia Goodman      | Krysten Ritter   | Ursula Hugo        |
| Cliff McCormack  | Daran Norris     | Peter Reinhardt    |
| Leo D’Amato      | Max Greenfield   | Dennis Schmidt-Foß |
| Madison Sinclair | Amanda Noret     | Antje von der Ahe  |
| Vinnie Van Lowe  | Ken Marino       | Torsten Münchow    |
| Luke Haldeman    | Sam Huntington   |                    |
| Susan Knight     | Christine Lakin  |                    |
| Deputy Sacks     | Brandon Hillock  | Andreas Müller     |
| Celeste Kane     | Lisa Thornhill   | Simone Brahmann    |
| Sean Friedrich   | Kevin Sheridan   |                    |
| Sheriff Dan Lamb | Jerry O’Connell  | Johannes Raspe     |
| Penny            | Eden Sher        | Laura Maire        |
| Corny            | Jonathan Chesner | Daniel Schlauch    |
| Stu Cobbler      | Martin Starr     |                    |
| Carrie Bishop    | Andrea Estella   |                    |
| Gayle Buckley    | Jamie Lee Curtis | Dagmar Dempe       |
| James Franco     | James Franco     | Marcel Collé       |

## Hintergründe

### Produktionsentwicklung
Nach der Absetzung der Fernsehserie Veronica Mars im Jahr 2007 schrieb Rob Thomas ein Drehbuch zur Fortsetzung der Story als Spielfilm, aber das produzierende Filmstudio Warner Bros. hatte kein Interesse daran, das Projekt zu finanzieren. Es vergingen einige Jahre, aber im März 2013 kündigten Thomas und die Hauptdarstellerin Kristen Bell an, dass ein Veronica-Mars-Film in Planung sei. Der Film wurde durch eine Crowdfunding-Kampagne auf der Plattform Kickstarter finanziert. Innerhalb eines Tages wurde das angestrebte Ziel von 2 Millionen US-Dollar übertroffen und stellte temporär einige Rekorde auf. Die Kampagne knackte die Ein- und Zwei-Millionen-Dollar-Grenze so schnell wie keine andere zuvor und hatte außerdem die bis dahin meisten Unterstützer (insgesamt 91.585). Veronica Mars bildete bis 2021 das größte realisierte Filmprojekt, das über Crowdfunding finanziert wurde. Bis zum Ende der Kickstarter-Kampagne am 13. April 2013 nahm das Projekt 5,7 Millionen US-Dollar ein. Nach dem erfolgreichen Abschneiden der Kampagne stieg auch Warner Bros. in das Projekt ein und stockte das Budget auf 6 Millionen US-Dollar auf.
Im April hatte Serienschöpfer Rob Thomas das Drehbuch fertig und übernahm den Posten als Regisseur. Im selben Monat unterschrieb Jason Dohring für den Film und schlüpfte somit erneut in die Rolle des Logan Echolls. Auch Enrico Colantoni, Percy Daggs III, Chris Lowell, Francis Capra, Sam Huntington, Amanda Noret, Daran Norris und Tina Majorino kündigten ihre Rückkehr zum Spielfilm an und werden erneut in ihren Serienrollen zu sehen sein. Am 14. Juli 2013 gab Rob Thomas bekannt, dass Leighton Meester wegen Terminüberschneidungen nicht in ihre Rolle als Carrie Bishop zurückkehren wird. Ihre Rolle wurde von der Musikerin Andrea Estella übernommen. Neu zur Besetzung stießen Jerry O’Connell, Christiann Castallenos und Eden Sher.

### Dreharbeiten
Der Film wurde zwischen dem 17. Juni und dem 23. Juli 2013 in Los Angeles an 23 Drehtagen gedreht. Weitere Drehorte waren der Santa Monica Pier, die Vincent Thomas Bridge, The Edison am Higgins-Gebäude, das Kunstviertel von Los Angeles und am Long Beach, Kalifornien. Nach einer Testvorführung im Oktober 2013 wurde von Warner Bros. beschlossen, einige Szenen im Dezember 2013 nachzudrehen.

### Musik
Die Musik zum Film schrieb Josh Kramon, der bereits auch für die Fernsehserie tätig war. Ein Soundtrack zum Film wurde am 14. März 2014 veröffentlicht und enthält folgende Trackliste:
1. We Used to Be Friends – Alejandro Escovedo
2. Go Captain and Pinlighter – Emperor X
3. Holding My Breath – Twin Sister
4. All Around and Away We Go – Twin Sister
5. Criminal – ZZ Ward feat. Freddie Gibbs
6. Chicago – Sufjan Stevens
7. Stick Up – Max Schneider
8. Never Give In – Mackintosh Braun
9. Prosthetic Love – Typhoon
10. You’ll Never Find Another Love Like Mine – Lou Rawls
11. Second Chances – Gregory Alan Isakov
12. We Used to Be Friends – The Dandy Warhols
13. Mug Shot (Bonustrack) – Max Schneider

### Marketing
Die ersten Szenen-Bilder wurde am 19. Juli 2013 auf der San Diego Comic-Con gezeigt. Der erste Trailer erschien am 2. Januar 2014. Nach dem Kinostart erschien das erste von zwei geplanten Büchern.

## Rezeption

### Kritiken
Bei Rotten Tomatoes erreichte der Film 79 Prozent der Rezensenten eine positive Bewertung. Auch sonst erhielt der Film meistens positive Kritiken.
James Berardinelli von Reelviews.net war begeistert und meinte, dass der Film „eine reizender Fan-Service, eine extragroße TV-Wiedervereinigung fürs Kino“ wäre. Sheri Linden urteilte, dass Rob Thomas dem Film „eine Menge Selbst-Gewissheit“ gibt, „besonders bei den Bösewicht-Rollen“. Linden kritisierte aber, dass er „keine reale Qualität“ hat.
Richard Roeper von der Chicago Sun-Times urteilte kritisch und meinte, dass der Film „wie eine verherrlichte TV-Serie, mit annehmbarer Aussage und durchschnittlicher, schauspielerischer Leistung und einer nicht sehr innovativen Geschichte, wie man sie hundert Mal im Fernsehen gesehen hat“ herkommt. Auch The Guardian urteilte eher kritisch, mit der Begründung, dass „diese(r) Fan-finanzierte Wiederbelebung der Teenie-Serie […] es nicht zu einem echten Film“ schafft.

### Einspielergebnisse
Am Eröffnungswochenende nahm der Film in den US-Kinos knapp 1,98 Millionen Dollar ein. Bei einem Budget von 6 Millionen Dollar liegt das weltweite Einspielergebnis der Kinoauswertung bei 3,49 Millionen Dollar. In den USA spielte der Film davon 3,32 Millionen ein.
In Deutschland wurde der Film von 7.282 Besuchern gesehen und nahm einen Umsatz von 58.235 Euro ein.